# Il giorno dell'ira
Il giorno dell'ira (Day of Wrath) è un film del 2006 scritto e diretto da Adrian Rudomin.

## Trama
Ambientato nel XVI secolo, Ruy de Mendoza arriva in una cittadina spagnola per indagare su una serie di omicidi. Nella lotta contro l'inganno e il tradimento, Ruy de Mendoza cerca di svelare il segreto di una cospirazione.